# Championnats du monde juniors de ski alpin 1987
Navigation
Édition précédente Édition suivante
Les Championnats du monde juniors de ski alpin 1987 sont la sixième édition des Championnats du monde juniors de ski alpin. Ils se déroulent du 20 au 26 mars 1987 à Sälen en Suède et à  Hemsedal en Norvège. Sälen accueille les épreuves techniques, slaloms et slaloms géants et les descentes se courent à Hemsedal. L'édition comporte huit épreuves : descente, slalom géant, slalom et combiné dans les catégories féminine et masculine. À l'image de ce qui se fait à l'époque en ski acrobatique le combiné n'est pas une épreuve à part mais la somme des résultats des trois autres épreuves et récompense les skieurs les plus polyvalents.
Avec huit médailles sur vingt-quatre dont quatre titres (la moitié des médailles d'or décernées), l'Autriche termine en tête du classement des nations devant la Suisse et l'Italie. Les huit titres sont remportés par huit athlète différent, même si l'Autrichien Wolfgang Erharter (pl) remporte trois médailles (le bronze en descente, l'argent en géant et l'or en combiné).

## Tableau des médailles
| Rang  | Nation               | Or | Argent | Bronze | Total |
| ----- | -------------------- | -- | ------ | ------ | ----- |
| 1     | Autriche             | 4  | 3      | 1      | 8     |
| 2     | Suisse               | 2  | 1      | 0      | 3     |
| 3     | Italie               | 2  | 0      | 2      | 4     |
| 4     | États-Unis           | 0  | 5      | 1      | 3     |
| 5     | Tchécoslovaquie      | 0  | 1      | 2      | 3     |
| 6     | Union soviétique     | 0  | 1      | 1      | 2     |
| 7     | Allemagne de l'Ouest | 0  | 0      | 1      | 1     |
| Total | Total                | 8  | 8      | 8      | 24    |

## Podiums

### Hommes
| Épreuves                  | Or                              | Argent                            | Bronze                            |
| ------------------------- | ------------------------------- | --------------------------------- | --------------------------------- |
| Slalom 21 mars 1987       | Roger Pramotton (it) Italie     | Michael von Grünigen Suisse       | Adrián Bíreš (cs) Tchécoslovaquie |
| Slalom géant 22 mars 1987 | Thomas Wolf Suisse              | Wolfgang Erharter (pl) Autriche   | Adrián Bíreš (cs) Tchécoslovaquie |
| Descente 26 mars 1987     | Urs Lehmann Suisse              | Tommy Moe États-Unis              | Wolfgang Erharter (pl) Autriche   |
| Combiné, 26 mars 1987     | Wolfgang Erharter (pl) Autriche | Adrián Bíreš (cs) Tchécoslovaquie | Roger Pramotton (it) Italie       |

### Femmes
| Épreuves                  | Or                         | Argent                                 | Bronze                                 |
| ------------------------- | -------------------------- | -------------------------------------- | -------------------------------------- |
| Slalom géant 20 mars 1987 | Deborah Compagnoni Italie  | Petra Kronberger Autriche              | Olga Kuradchenko (en) Union soviétique |
| Slalom 21 mars 1987       | Ingrid Stöckl Autriche     | Heidi Voelker (en) États-Unis          | Kimberly Schmidinger (pl) États-Unis   |
| Descente 26 mars 1987     | Marika Daxer (pl) Autriche | Sabine Ginther Autriche                | Deborah Compagnoni Italie              |
| Combiné 26 mars 1987      | Sabine Ginther Autriche    | Olga Kuradchenko (en) Union soviétique | Carola Spatschil Allemagne de l'Ouest  |